# マッダレーナ (オペラ)
『マッダレーナ』（ロシア語: Маддалена） 作品13 は、セルゲイ・プロコフィエフが作曲した1幕構成のオペラ。マグダ・グスタヴォヴナ・リーヴェン＝オルロフ（Magda Gustavovna Lieven-Orlov：リーヴェン男爵という筆名を用いた）による同名の戯曲を下敷きに、リブレットも自ら書き下ろしている。この戯曲はさらにオスカー・ワイルドの未完の戯曲『フローレンスの悲劇』に基づいている。

## 概要
プロコフィエフは既に4作のオペラを書いていたが、本作がこのジャンルで初めて作品番号を与えた作品となる。作曲は1911年の夏に進められた。この時の彼はまだサンクトペテルブルク音楽院の学生であり、作品は4つの場面のうちの一つがオーケストレーションされた段階で放棄された。あらすじは、15世紀ヴェネツィアでの熾烈な恋の三角関係をめぐるものである。プロコフィエフは自叙伝の中で「争い、愛、背信、殺人に溢れた筋書き」であったと書いており、「リーヴェン男爵」が「劇制作の才能よりも見た目の魅力が勝る」人物であったと付け加えている。作曲から初演まで70年待つことになった。

## 初演までの道のり
プロコフィエフは音楽院での上演の手はずが整うことを期待しつつ、1912年に本作のオーケストレーションを開始した。彼からピアノ譜を見せられたニコライ・ミャスコフスキーは「[音楽]は時にその物憂げな力に驚くべきものをみせ、[プロコフィエフの]気性の爆発的な質には驚愕させられる」と述べている。音楽院はこのオペラの上演を拒否しており、作曲者によれば理由は音楽に何らかの難しさがあったからというより、むしろリブレットに象徴主義の詩人であるコンスタンチン・バリモントの含みが多過ぎたからであったという。
1913年に劇場上演できるという望みを持ち、プロコフィエフは音楽を改訂してその第2版をミャスコフスキーに献呈した。しかしこの上演計画は流れてしまい、さらに1916年のモスクワ上演も取りやめとなってしまった。プロコフィエフは1918年にロシアを離れる際に草稿をモスクワに所在する彼の出版者の許に残している。以降この作品は、1924年にミャスコフスキーがパリにいるプロコフィエフに手紙で尋ねるも、彼の頭の隅に追いやられてしまっていた。ただし、これがきっかけとなり1927年に『3つのオレンジへの恋』のモスクワ上演を聴きにロシアを訪れた際に、彼が総譜をもとに集めなおすことに繋がったのかもしれない。プロコフィエフが1936年にロシアへの完全帰国を果たした折に、今度は総譜はパリに置き去りにされている。最終的に1960年、ロンドンのブージー・アンド・ホークス社に見出された。草稿の合法的所有者となっていたプロコフィエフの元妻リーナ・プロコフィエヴァは、イギリスの音楽家であるエドワード・ダウンズに演奏可能な版の作成を依頼した 。これは元来1980年にセントルイス歌劇場で上演されているはずであったが、契約上の諸問題によりBBCラジオ3でジル・ゴメスをタイトル・ロールに据えたスタジオ録音での初演が1979年3月25日に放送された後、舞台初演は1981年11月28日にオーストリアのグラーツ歌劇場においてダウンズの指揮により行われた。アメリカ初演はダウンズ校正版を用いて、1982年6月9日にブルース・ファーデンの指揮でセントルイス会社によって行われた。

## 配役
| 人物名             | 声域         | 米国初演 1982年6月9日    |
| ------------------ | ------------ | ------------------------ |
| マッダレーナ       | ソプラノ     | ステファニー・サンダイン |
| デュエンナ         | ソプラノ     |                          |
| ジェラーノ         | テノール     | ジェームズ・シュウィソウ |
| ロメオ             | テノール     |                          |
| ステニオ           | バスバリトン | エドワード・クラフツ     |
| ゴンドラ乗りの合唱 |              |                          |

## あらすじ
場所: ヴェネツィア
時代: 1400年頃
マッダレーナは芸術家のジェナーロと結婚していたが、変装して夫の友人で錬金術師のステーニオと関係を持つ。ステーニオはジェラーノに自分を誘惑した神秘的な女性のことを話すが、そこでマッダレーナが自分の情婦であったと気づく。はじめ、2人の男はマッダレーナに食って掛かるが、彼女に促されて両者決闘となる。ジェラーノはステーニオを殺害するが、その過程で自らも傷を負ってしまう。彼は死に際してマッダレーナにも自害するよう誘う。しかし、彼女はもし2人のうちどちらかの遺体を本当に愛していたのであればどちらであったろうと思案する。そして窓に駆け寄って助けを求める、見知らぬ人が夫を殺したのだと言いながら。

## 評価
1979年の『ラジオ・タイムズ』で、リタ・マカリスターは本作を「重要な、上演の価値ある」作品と評し、リヒャルト・シュトラウス風の特質を称賛している。一方で、評論家のジェフリー・ジョゼフは次のように書いている。「語るべき筋書きがほとんどない（中略）これは20歳としては最上の出来の作品である[が]、恣意性に数々の効果を加えることで出来上がったものであり、従いどちらかといえば不愉快な物語である。」